# Agnese Ozoliņa
Agnese Ozoliņa (Jelgava, 12 novembre 1979) è un'ex nuotatrice lettone.
Ha partecipato ai Giochi di Atlanta 1996, di Sydney 2000 e di Atene 2004, partecipando a vari eventi di stile libero.